# Kelly Murphy (volley-ball)
Pour les articles homonymes, voir Murphy.
Cet article concerne la joueuse de volley-ball. Pour la coureuse cycliste, voir Kelly Murphy (cyclisme).
Kelly Murphy est une joueuse de volley-ball américaine née le 20 octobre 1989 à Joliet (Illinois). Elle mesure 1,88 m et joue au poste d'attaquante. Elle totalise 54 sélections en équipe des États-Unis.

## Clubs
| Club                  | De        | À         |
| --------------------- | --------- | --------- |
| University of Florida | 2008-2009 | 2010-2011 |
| Mets de Guaynabo      | 2012-2012 | 2012-2012 |
| Vaqueras de Bayamón   | 2013-2013 | 2013-2013 |
| AGIL Volley           | 2013-2014 | 2013-2014 |
| Ageo Medics           | 2014-2015 | 2015-2016 |
| Henan Volleyball      | 2016-2017 | …         |

## Palmarès

### Équipe nationale
- Jeux olympiques
  -  2016 à Rio de Janeiro.
- Championnat du monde
  - Vainqueur : 2014.
- Grand Prix mondial
  - Vainqueur : 2015.
  - Finaliste : 2016.
- World Grand Champions Cup
  - Finaliste : 2013.
- Coupe panaméricaine
  - Vainqueur : 2013[1]
- Championnat d'Amérique du Nord
  - Vainqueur : 2013.

### Distinctions individuelles
- Championnat du monde de volley-ball féminin des moins de 20 ans 2007: Meilleure serveuse.
- Championnat d'Amérique du Nord de volley-ball féminin 2013: Meilleure pointue, meilleure attaquante et MVP.